# Bruno Araújo
Pour les articles homonymes, voir Araújo (homonymie).
Bruno Araújo, né le 7 janvier 1998, à Luanda, est un coureur cycliste angolais.

## Biographie
Bruno Araújo est originaire de Luanda, capitale de l'Angola. Il grandit au sein d'une famille passionnée par le monde du vélo. Son père Justiniano est devenu à onze reprises champion d'Angola de cyclisme, et son oncle Carlos a évolué au niveau professionnel en Europe au sein de la formation portugaise Sicasal-Acral, au début des années 1990. Il a également un frère, Leonel, qui est devenu champion national chez les juniors.
Il débute le cyclisme à l'âge de sept ans et participe à ses premières compétitions en 2012, avec le club local Benfica de Luanda. À seize ans, il commence à courir en Europe. Bon grimpeur, il prend la treizième place du Tour du Portugal cadets en 2014. En 2015, il termine sixième et meilleur junior de la première édition du Tour d'Angola. Il s'impose ensuite sur une manche de la Coupe du Portugal juniors en 2016, sous les couleurs de la formation Sicasal-Liberty Seguros-Bombarralense. La même année, il représente l'Angola lors des championnats d'Afrique juniors de Benslimane, où il se classe troisième du contre-la-montre par équipes et cinquième de la course en ligne. 
En 2017, il intègre la nouvelle équipe angolaise BAI-Sicasal-Petro de Luanda. À dix-neuf ans, il devient champion d'Angola sur route dans la catégorie des espoirs. Il finit par ailleurs dixième du Tour de Côte d'Ivoire. Lors du Tour de Madagascar, il remporte trois étapes, le classement des sprints intermédiaires, et termine quatrième du classement général, après avoir été un temps maillot jaune.
Aligné sur le Tour du Rwanda 2018, il gagne le classement des sprints intermédiaires. Il est ensuite conservé par sa formation BAI-Sicasal-Petro de Luanda en 2019, lorsque celle-ci devient une équipe continentale. Après une participation au Tour du Portugal, il prend part aux Jeux africains de Benslimane, où il se classe sixième du contre-la-montre par équipes et onzième de la course en ligne. Deux mois plus tard, il termine deuxième et meilleur jeune du Tour du Faso, derrière son coéquipier Dário António. 
En janvier 2020, il se classe huitième d'une étape de la Tropicale Amissa Bongo, avant que la saison ne soit interrompue par la pandémie de Covid-19. En 2021, il est sacré champion d'Angola sur route chez les élites. Il conserve ce titre en 2022.

## Palmarès et résultats

### Palmarès par année
- 2013
  -  Champion d'Angola sur route cadets
- 2016
  -  Médaillé de bronze du championnat d'Afrique du contre-la-montre par équipes juniors
- 2017
  -  Champion d'Angola du contre-la-montre par équipes
  -  Champion d'Angola sur route espoirs
  - 2e, 4e et 6e étapes du Tour de Madagascar
  - 3e du championnat d'Angola du contre-la-montre espoirs
- 2018
  - Grande Prémio Kambas do Pedal
  - Grande Prémio Internacional BAI :
    - Classement général
    - 2e et 3e étapes

  - 2e du championnat d'Angola du contre-la-montre espoirs
- 2019
  -  Champion d'Angola sur route espoirs
  - Grande Prémio Marsad :
    - Classement général
    - 2e étape

  - 5e étape du Grande Prémio Orped
  - 1re étape du Tour du Faso (contre-la-montre par équipes)
  - Grande Prémio Unitel
  - 2e du championnat d'Angola du contre-la-montre espoirs
  - 2e du Tour du Faso
  - 3e du Grande Prémio Orped
- 2021
  -  Champion d'Angola sur route
  - 1re étape du Grande Prémio Orped
- 2022
  -  Champion d'Angola sur route
  - 2e du championnat d'Angola du contre-la-montre
- 2023
  - Grande Prémio Girassol
  - 2e et 5e étapes du Tour d'Angola
  - 2e du championnat d'Angola sur route
- 2024
  - Grande Prémio Elephant Bet
  - Grande Prémio Mineiro
  - 1re étape du Grande Prémio Vila do N'zeto
  - 1re et 2e étapes du Tour d'Angola
  - 2e du championnat d'Angola sur route
  - 2e du Tour d'Angola

### Classements mondiaux
| Année           | 2017 |
| --------------- | ---- |
| UCI Africa Tour | 235e |